# ワインディングマシーン

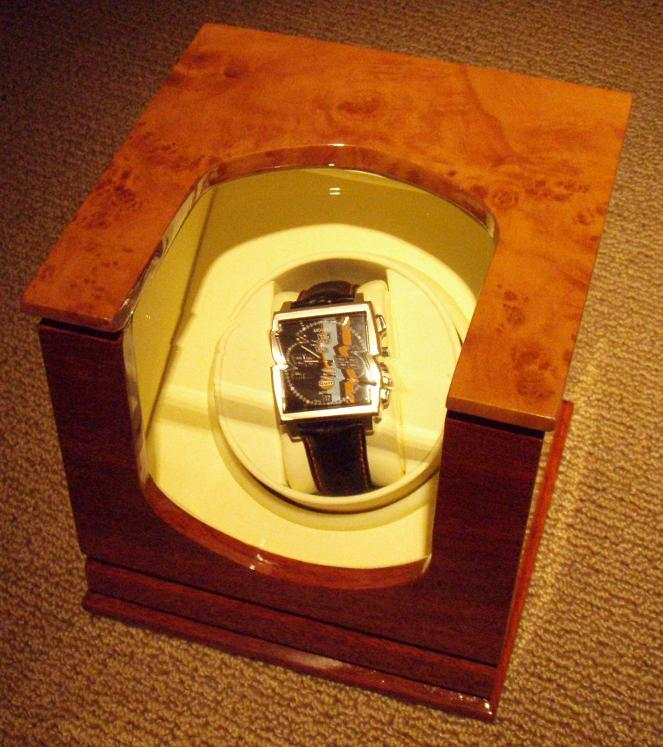

ワインディングマシーンとは機械式腕時計のゼンマイを、腕に装着せずに巻き上げるための装置。

## 概要
ワインディングマシーンは、自動巻き時計用のアイテムとして2005年頃から世界中で販売されるようになった機器である。発売当初は「音がうるさい」「ゼンマイが巻き上がらない」との不評もあったが、2013年現在では、聴覚上ほとんど音を感じないもの、多くの自動巻き時計に対応しているものも販売されている。2013年現在販売されているものの主流は、木製とプラスティック（ABS樹脂）製であり、デザインを重視するヨーロッパで販売されているものは木製が多く、一方で日本や台湾などではプラスティック製の安価なタイプも多く販売されている。自動巻腕時計を巻き上げるタイプが大半であるが、ごくわずかながら手巻式腕時計を巻き上げるものも存在する。

## 作動について
巻き上げは自動巻腕時計対応の場合、腕時計全体を回転またはスイングさせることで時計内部の巻き上げローターを回転させることによって行う。手巻式腕時計対応の場合はリューズを回転させることによって行う。回転方向反転、休止時間の設定などのプログラミング動作が可能なモデルが多い。これは両回転巻き上げではない自動巻腕時計への対応、時計や装置自身への負担を減らす効果を狙ったものである。回転方式以外では、腕の装着環境に近づけ自然な巻上げをすることを狙ったスイング方式の時のゆりかごや、振り子方式のスパルタが存在する。

## 機構について
ワインディングマシーンは腕時計を継続的に回転またはスイングさせるという機構上、必ず1台以上のモーターを内蔵している。モーターはほとんどの場合直流モーター（主に永久磁石界磁形整流子電動機）を使用しているが、ごく稀に交流モーター（正確には交流同期電動機（シンクロナスモーター））を使用するモデルもある。なお、セイコーのAGSまたはキネティックと呼ばれる発電機構を搭載したムーブメントは、内部の発電ローターの回転速度をある程度高くする必要があるため、回転方式のワインディングマシーンでは巻き上げ（正確には充電）が不可能である。一方、スイング方式のワインディングマシーンでは充電が可能である。AGSおよびキネティック時計の充電にはセイコー社製の専用充電器を使うことがメーカーにより推奨されているが、2011年現在、すでに販売は終了している。この充電器は、本体上の決まった位置に指示どおりの向きでAGSおよびキネティックの時計を置くと充電されるというものである。

## 電源について
電源は、直流モーターの場合は電池や電源アダプターを使用し、交流モーターの場合は家庭用電源（日本の場合は交流100V）を使用する。電池式のメリットは構造が簡単なこと、静かなこと、電源コードがないため金庫内などでも使用可能なことである。直流モーターでは、永久磁石がモーター回転子の外側に装着されており、モーター周辺に常時磁場が存在するため自動巻腕時計の嫌う帯磁への危険性を配慮する必要があるが、大多数のワインディングマシーンが採用する音響用マブチモーターでは作動電圧が低い（4.5V - 7.5V）こととモーターのシェルに軟鉄鋼を使用し防磁対策がなされているため帯磁の危険性は低い。家庭用電源式のメリットは強力なこと、駆動が安定していること、電池交換の必要がないためその分省力化できることである。交流モーターを使用する日本国内の製品としてはPower reserveシリーズ、時のゆりかご・時の観覧車・モージュがある。

## 材質・形状について
材質はプラスティック・木材・金属など様々である。単に腕時計を1本セットするだけのタイプから、蓋があるもの、収納スペースを持つもの、照明を持つもの、数十本収納可能な家具調のもの、内装が生地で製作されたもの、イタリアンレザーで製作されたもの、オーダーメイドが可能なものまで多種多様である。

## ワインディングマシーンのブランド（五十音順）
- アルカフトゥーラ（ユーロパッション株式会社）
- エスプリマ・ローテンシュラーガー（株式会社エスプリマ）
- オービタ
- ORIENT （オリエント時計株式会社）
- Jebely　・watch winder　・Goo.Life (グーライフ株式会社)
- Power reserve　地中海放牧レザー Soulbird　（株式会社ソウルバード）
- 時のゆりかご（株式会社松田桐箱）
- バーゼルタイム・Baseltime
- ベルジョン（Bergeon SA）
- VERSOS（株式会社ベルソス）
- まき太郎（株式会社タケフジ）
- リボルバー（株式会社テイクオフプランニング）
- ワールドワインディングマシーン（株式会社ワールドトイズ）
- T-SELECTIONS（株式会社TMTシステム）